# Пророки Цвікау
Пророки Цвікау (нім. Zwickauer Propheten; також Zwickauer Storchianer) — три представники радикальної реформації з Цвікау в Саксонському курфюрстві Священної Римської імперії, які, можливо, брали участь у релігійній реформації в сусідньому Віттенберзі на початку 1522 року.
Троє чоловіків, Ніколас Шторх, Томас Дрешель та Маркус Штубнер, розпочали своє служіння у Цвіккау. Попри те, що ці три імена прийняті останнім часом, пропонуються інші. Ларс Педерсон Куальбен використав ім'я Маркс замість Дрешель, а Генрі Клей Веддер замінив Дрешель на Маркус Тома (Вільям Роско Естеп має у Штубнера середнє ім'я Томас).
Відношення пророків Цвікау до анабаптистів трактувались по-різному. Вони мали вплив на Томаса Мюнцера та розглядаються як попередня основа анабаптизму до постання швейцарських братів у 1525 році. Незалежно від свого відношення до анабаптизму, пророки Цвіккау представляли радикальну альтернативу Мартину Лютеру та основному протестантизму, що продемонстровано у їхній участі у заворушеннях у Віттенберзі.

## Богослов'я пророків
Пророки Цвікау спиралися на прямі одкровення Святого Духа в богословських питаннях. Вони протистояли педобаптизму — хрещенні немовлят. Незважаючи на свою відмову від педобаптизму, пророки Цвікау, схоже, не відійшли від теорії до практики перехрещення дорослих, що означала б належність до анабаптизму.
Пророки Цвікау також дотримувались неминучого апокаліптицизму що наводило їх на думку, що скоро настане останній час. Вони також, можливо, шукали церкву віруючих яка була би відокремлена від державних церков протестантизму (магістратна реформація) та католицизму.

## Класичний погляд на Віттенберзькі заворушення
Три пророки були вислані з Цвікау та прибули до Віттенберга 27 грудня 1521 року. Люди та їхні ідеї здобули прихильність серед Андреаса Карлштадта та інших, хто прагнув до більших реформ у місті. Незважаючи, що вони були прийняті, присутність пророків можливо спричинила заворушення в місті, які Філіпп Меланхтон не зміг врегулювати. Тоді Меланхтон звернувся до Мартіна Лютера, який у той час перебував під охороною у замку Вартбург, який за наказом міської ради Віттенберга повернувся до своєї реформаторської діяльності у місті 6 березня 1522 року.
Невдовзі Лютер проголосив вісім проповідей проти тих, кого він називав би «швармерами» («фанатики»), і сили цих проповідей було достатньо, щоб заспокоїти зростаючий радикалізм у місті. Потім повідомлялося, що пророки противостали Лютер для захисту влади даного Духом послання над Лютером та його благовістям. Лютер стверджував, що вимагав, щоб вони засвідчили своє послання дивом — знаменням, яке пророки відмовились надати. Потім пророки засудили Лютера і залишили Віттенберг.

## Мюнцер
Томас Мюнцер обіймав посади проповідника в Цвікау в 1520/21 роках. І мав контакти з пророками Цвікау. Хоча Мюнцер деякий час асоціювався з ними і дотримувався подібних до них поглядів у кількох областях віровчення, але це не означало, що Мюнцер був частиною їх спільноти. Деякі історики стверджують, що Мюнцер використовував пророків для своїх революційних цілей.

## Новий погляд на Віттенберзькі заворушення
Олаф Кур запропонував новий погляд на події початку 1522 року у Віттенбурзі. Посилаючись на першоджерела, такі як листування, Кур прийшов до висновку, що Дрешель і Шторх залишили Віттенберг до 1 січня, а Штюбнер — до 6 січня. Коли перша пара перебувала у Віттенберзі не більше чотирьох днів, й останній — не більше десяти, Кур сумнівається, наскільки великим могли бути впливи пророків і чи були вони джерелом хвилювань у Віттенберзі. Їхня відсутність пояснювала б зауваження Куальбена (зазначивши, що Кур назвав його прихильником давньої історіографії), що Лютер не робив жодних особистих посилань на пророків у восьми проповідях, проголошених після його повернення.
Кур також кинув виклик старому погляду, щодо конфронтації, яку пророки мали з Лютером. Кур дійшов висновку, що пророки не приїжджали до Лютера групою, але кожен з них звертався до Лютера в різний час наступного року під час окремих візитів Віттенберга. Повідомлення Лютера про зустрічі, хоча і виглядали в однині, можливо, були поєднанням окремих зустрічей, кожна з яких була достатньо схожою, щоб Лютер міг описати її як одну.